# قالی‌بافی در اردبیل
قالی بافی در استان اردبیل دارای سابقهٔ طولانی است. قالی‌هایی با گرهٔ ترکی و طرح‌هایی چون هراتی، مشایخی، گلدانی، ظل‌السلطان و ترنجدار شیخ صفی در این منطقه بافته می‌شود.

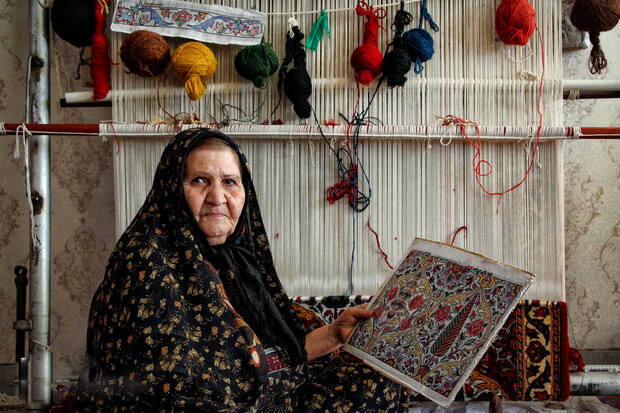
فرش بافی با قدمت دیرینه در اردبیل

## ثبت جهانی ۱۰ طرح فرش اردبیل
در مراسم گشایش نهمین نمایشگاه فرش دستبافت اردبیل در محل دایمی نمایشگاه بین‌المللی اردبیل طرح‌های گلستان، سوماق نقشه، ستاره نقشه، شمسیرنقشه، شیخ ممد نقشه، قیچی نقشه، کناره کله قوچ، شیروان نقشه، ماهی میراشرف، یروتچی نقشه، ماهی پیرمادر، سینی نقشه، افشان نقشه، تک گل نقشه، بویک بوته به ثبت جهانی رسیده بود رونمایی گردید.

## قالی اردبیل

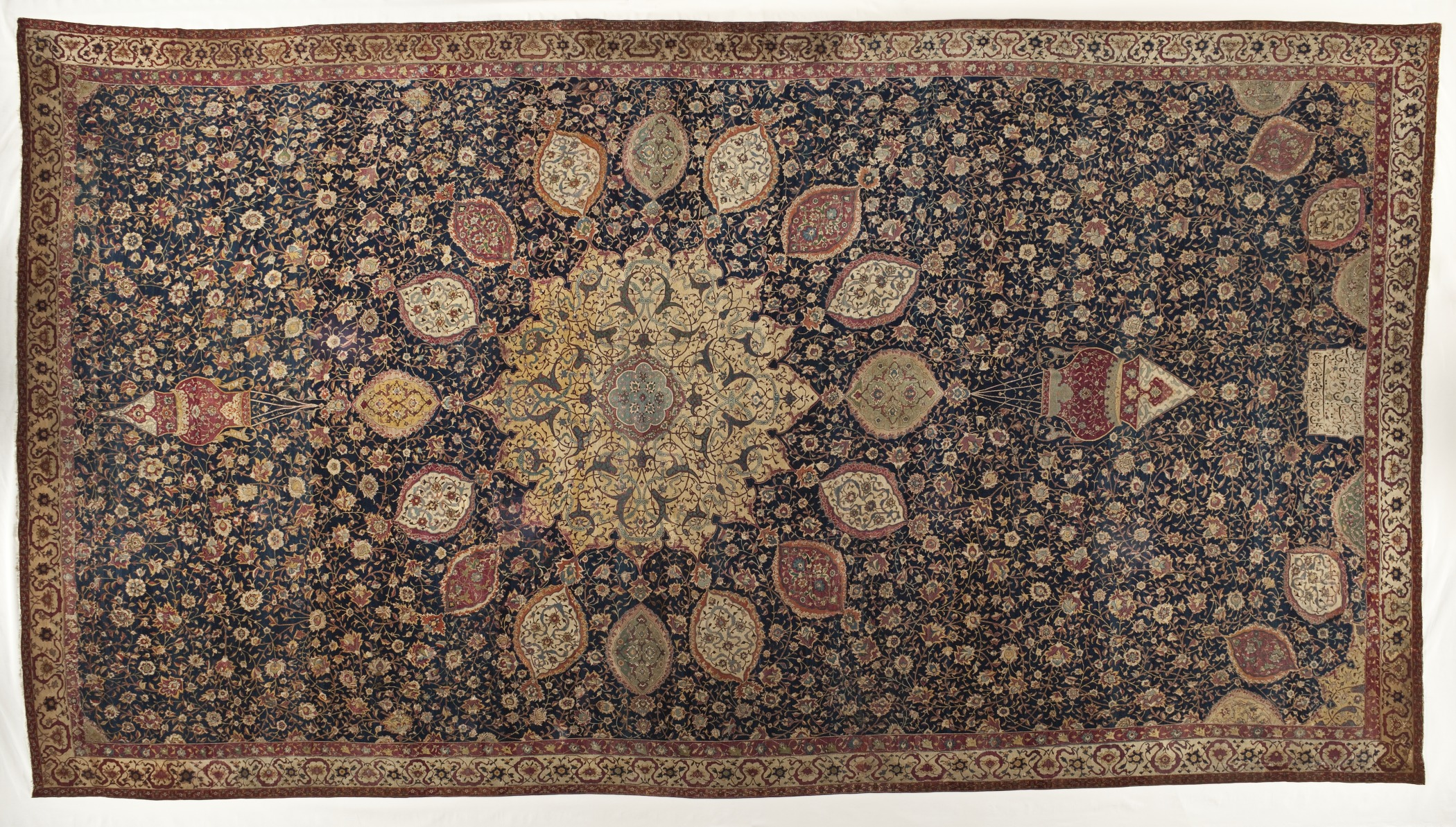
قالی ایرانی

قالی اردبیل نام یک جفت قالی ارزشمند تاریخی است که در موزهٔ ویکتوریا و آلبرت لندن و موزهٔ هنر شهرستان لس‌آنجس نگهداری می‌شوند.
این قالی‌های مشهور از آن جهت قالی اردبیل نامیده می‌شوند که از مسجدی واقع در مصلّی اردبیل که شاه اسماعیل و جد او شیخ صفی الدین (که دودمان صفویان نام خود را از او گرفته) مدفون شده‌اند، به دست آمده است. این قالی بنا به توصیهٔ ویلیام موریس از شرکت ونیست رابینسون خریداری شد که شرکت مزبور آن را از شرکت زیگلر واقع در تبریز خریده بود. قالی اردبیل از نظر طرح و بافت یکی از نفیس‌ترین و مشهورترین قالی‌های جهان است. از لحاظ تاریخی نیز سند و مدرک مهمی محسوب می‌شود زیرا دارای تاریخ و امضاء است، و از این رو هستهٔ مرکزی گروه قالی‌های ترنجدان یاسبک مشابه است که با اطمینان کامل می‌توان آن را متعلق به اواسط قرن شانزدهم دانست. چه قالی در سال ۱۵۳۹ میلادی (۹۴۶ ه‍.ق) یعنی در سیزدهمین سال سلطنت پنجاه و دو سالهٔ شاه طهماسب بافته شده است. تار و پود این قالی ابریشم و گره آن فارسی است و در هر اینج مربع تقریباً ۱۹ × ۱۷ گره دارد، که مساوی بهترین نوع قالی کاشان است. قالی اردبیل برخلاف بسیاری دیگر از قالی‌های مشهور آن زمان طرحی آرام دارد و فاقد تصاویر حیوان و انسان است، چه هدف از بافت قالی استفاده از آن در مکانی مقدس بوده است. قالی در تبریز و در دربار شاه طهماسب که تبریز را به پایتختی برگزیده بود و در کارگاه‌های سلطنتی بافته شده است.

## گلیم بافی

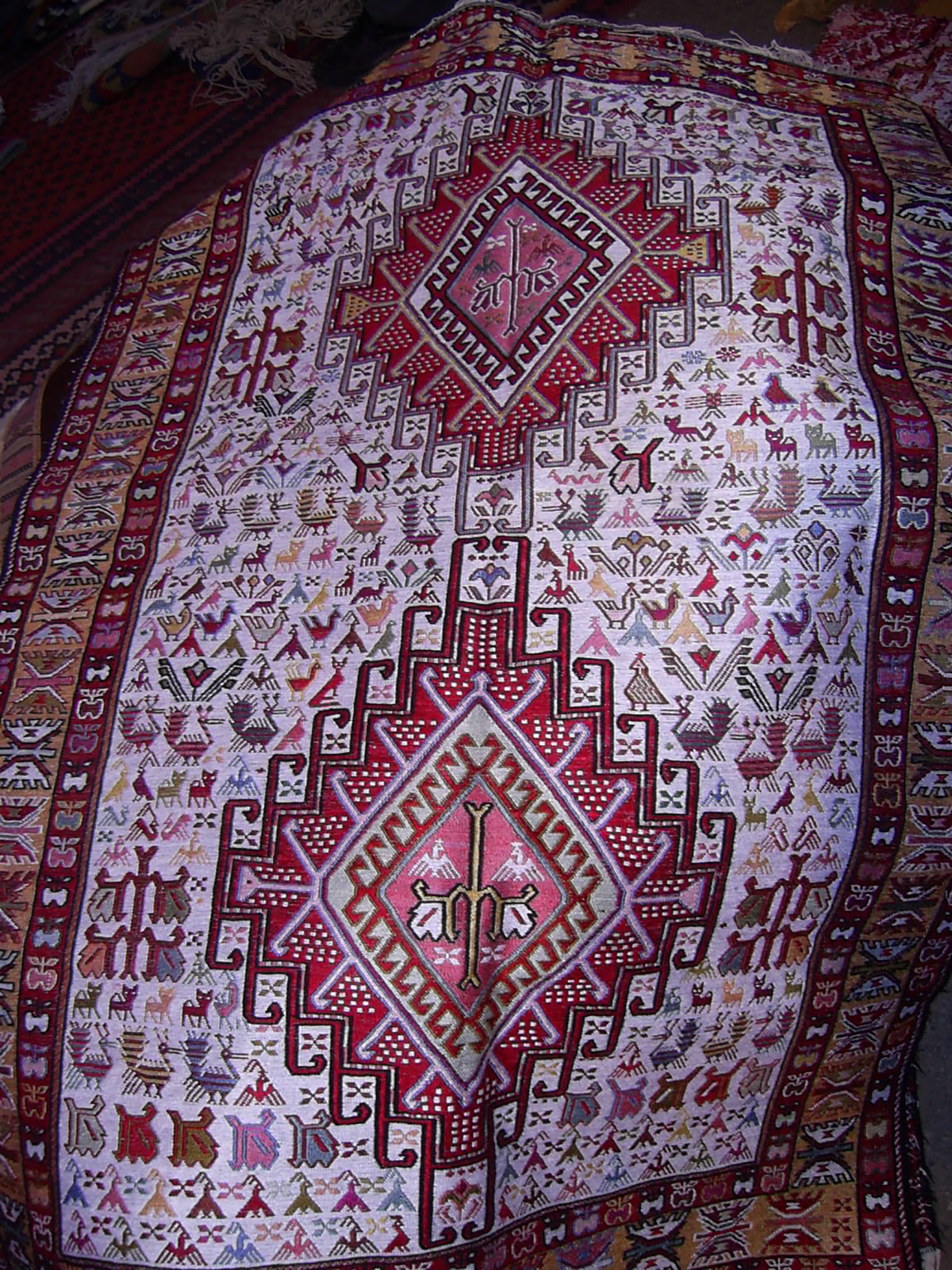
یک گلیم اردبیلی

با توجه به مواد اولیهٔ فراوان و آشنایی اغلب صنعتگران هنرمند روستایی استان اردبیل به بافت گلیم، این رشته از صنایع دستی در بسیاری از شهرها و روستاهای این استان رواج داشته و از معروفیت خاصی برخوردار است. به‌طور مثال می‌توان از گلیم نمین، گرمی و خلخال نام برد. نوعی از گلیم مناطق مزبور که به مسند شهرت دارد و معمولاً در اندازهٔ ۵/۱ × ۱ متر بافته می‌شود، دارای کیفیت بالائی است و بافندگان سلیقه و هنر زیادی را در بافت و ترکیب رنگ و طرح آن به کار می‌برند. گلیم‌های مسند، گلیم‌های دورو است. نوع دیگر زیرانداز ورنی یا گلیم سوماک است که مهم‌ترین مراکز تولید آن مناطق عشایری و روستایی مغان، بیله سوار، پارس‌آباد و مشگین‌شهر است. طرح‌ها و نقش‌های زیادی را می‌توان در گلیم‌های تولیدی مناطق اردبیل مشاهده نمود، از جمله نقش‌های لچک و ترنج و لچک تکرار شوند.
تفاوت گلیم‌های ساده یا دوروی تولید شده در استان اردبیل در طرحدها و نقش‌ها و گاه ابعاد و اندازه‌های آن است؛ مثلاً گلیم‌های ساده تولید شده در مغان به اصطلاح دراز و باریک با طولی در حدود ۳ تا ۵ متر و عرضی حدود یک متر است و معمولاً در دو قسمت بافته و از جهت طولی به نحو مخصوصی به هم دوخته می‌شود. ضمن آن که در مناطق عشایری استان بیشتر به استفاده از چلهٔ پشمی در تولید کار تمایل دارند و کمتر از نخ پنبه‌ای به عنوان چله یا تار استفاده می‌کنند.
گلیم‌های تولیدی خلخال در اندازهٔ ۵/۱ × ۳ متر مربع است و طرح گلیم نیز معمولاً با یک یا چند ترنج و یک حاشیه همراه است و متن زمینه از یک رنگ است و خرده نقشی ندارد.

## ورنی
ورنی که گاه به آن گلیم سوزنی نیز گفته می‌شود، نه تنها یکی از گلیم‌های معروف اردبیل بلکه یکی از شاخص‌ترین سوماک‌های ایران است. این نوع زیرانداز در آثار پژوهشگران خارجی به نام سوماک معروف است و منسوب به شهر شاماخی در قفقاز است، ضمناً در میان عشایر جمهوری‌های آذربایجان و ترکیه نیز ورنی با نقش‌هایی کم و بیش شبیه ورنی اردبیل و به همین نام شهرت دارد. بافت ورنی در ایران تنها در بین ایلات و عشایر استان‌های آذربایجان شرقی و اردبیل رواج دارد و روستائیان استان‌های مذکور نیز به دلیل آمیختگی با این عشایر به بافت این نوع گلیم زیبا و منحصربه‌فرد می‌پردازند. ال سون‌ها و نیز عشایر ارسباران عمده‌ترین تولیدکنندگان ورنی هستند. تفاوتی که در بافت گلیم و ورنی وجود دارد این است که در گلیم، بافت به صورت گره‌های منقطع انجام می‌شود و نقش‌های آن توسط پود شکل می‌گیرد و تار به وسیلهٔ پود کاملاً پوشیده می‌شود، در حالی‌که در بافت ورنی ایجاد طرح و نقوش بر سطح آن توسط پودگذاری اضافی حاصل می‌شود و تار و پود هر دو پوشیده است. پود اضافی، که پود اصلی خوانده می‌شود، مانند پود گلیم به صورت ساده از بین تارها عبور نمی‌کند، بلکه به دور تار حرکت پیچشی و غیره منقطع دارد. متداول‌ترین مصارف ورنی شامل خورجین، مفرش (رختخواب پیچ یا فرمش) و زیراندازهایی است که غالباً در اندازه‌های ۳/۱×۱ متر و ۵/۱×۱ متر روی دارهای عمودی بافته می‌شود. بافندگان ورنی از نقش‌هایی چون گوزن، آهو، گرگ، سگ گله، بوقلمون، مرغ و خروس، شغال، روباره، پرندگان محلی و … به گونه‌ای بسیار زیبا و به صورت هندسی استفاده می‌کنند.

## جاجیم‌بافی
بافت جاجیم در اکثر روستاها و مناطق عشایری اردبیل دارای سابقهٔ دیرینه است و به علت وجود مواد اولیه در بین دامداران و عشایر تقریباً اغلب خانواده‌ها به این فن آشنایی دارند. در استان اردبیل، منطقهٔ خلخال، از نظر نوع بافت و میزان تولید آن، از مراکز مهم جاجیم‌بافی اردبیل به‌شمار می‌رود. موارد استفاده از جاجیم شامل پشتی و رویهٔ تکمیلی کیف و ساک و مبلمان است. نقش‌های جاجیم به دو صورت ساده و گلدار طراحی می‌شود. نوع سادهٔ آن با تعییر رنگ تارها به صورت راه‌راه بافته می‌شود و نوع گلدار آن که بیشتر مورد استفاده قرار می‌گیرد به عنوان رویهٔ کرسی، پشتی، انواع ساک و کیف به کار می‌رود. اندازهٔ جاجیم معمولاً دارای عرض ۲۰ تا ۳۰ سانتی‌متر و به طول دلخواه تا ۷۰ متر است. پس از اتمام بافت و دوختن کناره‌های عرض جاجیم بر اساس نوع مصرف، قابل استفاده است.

## نشان جهانی ورنی مغان
در سال ۱۳۹۸ ورنی (گلیم) الهام گرفته از هویت عشایر منطقه مغان در استان اردبیل نشان جغرافیایی بین‌المللی را کسب کرد. پیش از این گلیم عنبران نمین و جاجیم خلخال هر سه از استان اردبیل نشان ملی در سطح کشور را کسب کرده بودند اما ورنی مغان در سطح بین‌المللی موفق به کسب این نشان شد.

## ثبت شهرهای ملی گلیم و ورنی
در ۱۵ دی ماه ۱۳۹۹ شهر عنبران به عنوان شهر ملی گلیم و شهر اصلاندوز به عنوان شهر ملی ورنی دو شهر استان اردبیل در سطح کشور معرفی گردید.